# اینترنت دانلود منیجر
اینترنت دانلود منیجر (به انگلیسی: Internet Download Manager) (مخفف: IDM) یک نرم‌افزار مدیریت دانلود انحصاری و غیر-آزاد است که تنها برای سیستم‌عامل مایکروسافت ویندوز منتشرشده است.
این برنامه می‌تواند به مدت ۳۰ روز توسط کاربر آزمایش شود ولی برای استفاده بیشتر می‌بایست خریده شود.

## ویژگی‌ها
- یکپارچگی با مرورگرهای وب اینترنت اکسپلورر - اپرا - کروم - فایرفاکس - مایکروسافت اج - اپل سافاری
- توانایی شناسایی و دانلود فایل‌های صوتی و ویدئویی در حال پخش «آنلاین»
- پشتیبانی از سرورهای پروکسی، پروتکل‌های FTP, HTTP و HTTPS، فایروال‌ها، کوکی‌ها و پخش کننده‌های آنلاین صدا و تصویر

تاکنون گزارشی مبنی بر اینکه "اینترنت دانلود منیجر" محتوی جاسوس‌افزار یا تبلیغ باشد، منتشر نشده‌است.

## مطالب مرتبط
- فری دانلود منیجر (مشابه رایگان و متن-باز با قابلیت‌های مشابه)

## پیوندهای بیرونی
- وبگاه رسمی